# Carlskrona IF
Carlskrona IF är en innebandyklubb i Karlskrona i Sverige, bildad 1988. Herrlaget spelade flera säsonger i Sveriges högsta division under 1990-talet, och tog brons i svenska mästerskapet under säsongerna 1992/1993 samt 1993/1994.

### Fotnoter
1. ↑  ”Lokal innebandyhistoria”. Olofströms IBK. Arkiverad från originalet den 7 februari 2015. https://web.archive.org/web/20150207172404/http://www4.idrottonline.se/OlofstromsIBK-Innebandy/Foreningen/Var-Historia/Lokal-innebandy-historia/. Läst 7 februari 2015.
2. ↑  ”SM, seniorer”. Svenska Innebandyförbundet. Arkiverad från originalet den 27 april 2016. https://web.archive.org/web/20160427042344/http://www.innebandy.se/StatistikHistorik/SM-medaljer-genom-tiderna/SM-seniorer/. Läst 7 februari 2015.